# Mia Hundvinová
Mia Terese Hundvinová (* 7. března 1977 Bergen) je bývalá norská házenkářka. Je dcerou hudebníka Eirika Hundvina. Hrála nejčastěji na pozici levého křídla. Začínala v klubu Løv-Ham, od roku 1989 působila v Tertnes IL. S dánským týmem Slagelse FH vyhrála v sezóně 2002/2003 Evropskou ligu. Házenkářskou kariéru ukončila v roce 2008 v klubu Nordstrand IF.
Za norskou reprezentaci odehrála 72 zápasů a vstřelila 174 branek. Získala zlatou medaili na mistrovství Evropy v házené žen 1998 a na mistrovství světa v házené žen 1999. Na Letních olympijských hrách 2000 získala s norským týmem bronzovou medaili. S reprezentací se rozloučila na mistrovství Evropy v házené žen 2002, kde Norky obsadily druhé místo.
V roce 2000 uzavřela registrované partnerství s dánskou házenkářkou Camillou Andersenovou. Když se na olympiádě v Sydney utkalo v základní skupině Norsko s Dánskem, bylo to poprvé v olympijské historii, kdy proti sobě nastoupili životní partneři, což vyvolalo značnou pozornost médií i pochybnosti o regulérnosti zápasu. V roce 2003 se pár rozešel. Hundvinová pak oznámila, že se cítí být heterosexuálkou a navázala vztah se snowboardistou Terje Håkonsenem, s nímž má dvě děti.
Po ukončení sportovní kariéry pracovala jako televizní producentka. Účinkovala také v sitcomu Langt fra Las Vegas, reality shows 71° Nord a GYM a debatních pořadech Senkveld a Trygdekontoret, komentovala sportovní přenosy pro NRK a přispívala do novin Verdens Gang. Je spoluautorkou scénáře ke komediálnímu seriálu Udda veckor.